# Almindelig kvalkved
Almindelig Kvalkved (Viburnum opulus) - ofte blot kaldt Kvalkved - er en op til 5 meter høj busk, der vokser vildt i hegn, skov og krat. Hele busken, inklusive de fristende, røde bær, er giftig. Blomsterne søges gerne af insekter. De røde bær ædes først af fugle langt hen på vinteren. Den har nedliggende grene, der let slår rod.

## Beskrivelse
Kvalkved er en løvfældende busk med en stivgrenet, åben vækstform. Hovedgrenene er oprette, mens sidegrenene er udbredte til overhængende. Barken er først lysebrun og glat. Senere bliver den lysegrå med enkelte, spredte barkporer. Knopperne er modsatte, runde, glatte og røde.
Bladene er ægformede og 3-5 lappede med bugtet rand. På den røde bladstilk ses op til syv grove nektarkirtler. Bladoversiden er lysegrøn, mens undersiden er behåret og grågrøn. Høstfarven er rød. Den blomstrer efter løvspring i juni. Blomsterne er samlet i skærme, hvor randblomsterne er store, men golde, og midterblomsterne er små, men frugtbare. De røde, klare bær modner godt, og frøene spirer villigt.
Rodnettet er kraftigt, vidt udbredt og danner rodfilt.
Højde x bredde og årlig tilvækst: 4 × 3 m (40 × 30 cm/år).

## Voksested
Kvalkved danner underskov og skovbryn i blandede løvskove på våd og mineralrig bund overalt i Europa. Den trives bedst på fugtig næringsrig jord, men kan i øvrigt gro på næsten alle jordtyper. Den trives både i meget lys og i halvskygge, tåler vind og frost.
I Danmark findes den hist og her på Øerne og i Østjylland.

## Anvendelse
Kvalkved tåler beskæring godt. Den er velegnet i skovbryn og vildtplantninger.
| Portal | Portal:Botanik |